# Karol Wirtemberski (1650–1669)
Karol Ferdynand Wirtemberski (ur. 15 stycznia 1650 w Oleśnicy, zm. 2  stycznia 1669 w Kassel) – książę Wirtembergii-Weiltingen, książę oleśnicki z dynastii Wirtembergów w latach 1664–1668.
Syn księcia Sylwiusza Wirtemberskiego i  Elżbiety Marii, córki księcia oleśnickiego Karola Fryderyka Podiebradowicza. 
Rodzeństwo:
- Anna (1650–1669)
- Sylwiusz (1651–1697)
- Krystian (1652–1704)
- Juliusz (1653–1684)
- Kunegunda (1655)
- Sylwiusza (1660)